# ONCF E 700
Les E 700 sont une série de quatorze anciennes locomotives électriques des chemins de fer marocains (CFM puis ONCF).
Voisines des BB 8100 françaises, elles sont mises en service en 1950-1951 en tête de rames de voyageurs comme de lourds trains de minerai de manganèse. Les dernières d'entre elles sont réformées en 1998.

## Historique et description
À la fin de la Seconde Guerre mondiale, la Compagnie des chemins de fer du Maroc (CFM) possède déjà trente-trois locomotives des types E 500 et E 600, acquises auprès des CEF à Tarbes entre 1926 et 1929 sur les types des BB Midi. Pour développer son parc, la CFM commande auprès d'Alsthom, qui a racheté les CEF, quatorze nouvelles locomotives.

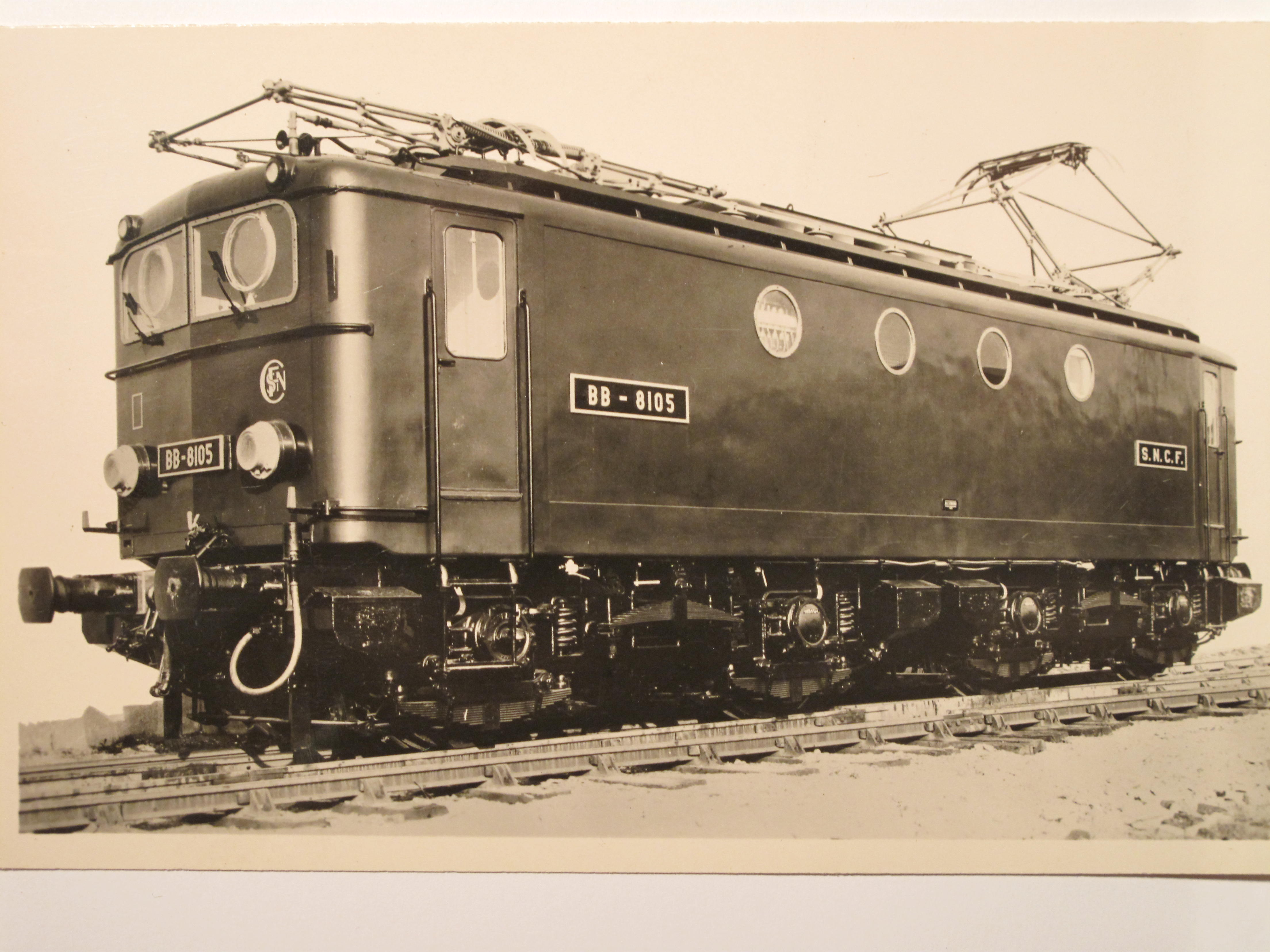
BB 8100, modèle français des E 700 marocaines.

Les engins, proches des BB 8100 de la SNCF, peuvent, par un simple changement de rapport de leurs engrenages, remorquer des trains de marchandises à 80 km/h ou des trains de voyageurs à 115 km/h. Sous une tension normale de 2 750 V à la caténaire, leur puissance continue est de 1 220 kW. Elles sont équipées de quatre moteurs (deux par bogie) et du freinage par récupération. Comme leurs homologues françaises, elles disposent de roues d'un diamètre de 1,40 m ; l'attelage est fixé sur les bogies, par ailleurs reliés entre eux.
Les locomotives se répartissent en deux sous-séries : E 701 à 705 pour service voyageurs (masse totale de 82 t) et E 706 à 714 (masse totale portée à 88 t par ajout d'un lest, dans le but d'améliorer l'adhérence) pour les trains de marchandises.
Seule différence notable d'aspect (hormis la décoration) avec les BB 8100 : les locomotives marocaines sont équipées d'un chasse-buffle à chacune de leurs extrémités, destiné à éviter que des animaux percutés par l'engin ne s'encastrent sous ses roues. Si les locomotives sont uniformément vert foncé à leur mise en service, leur livrée évoluent. Les unités affectées au trafic des marchandises reçoivent de larges moustaches jaunes frontales avec un cercle et des traverses de tamponnement rouges. Les locomotives de voyageurs sont repeintes en blanc crème, rouge vif et lie-de-vin.

## Services
Les locomotives sont mises en service en 1950 et 1951. Dès les premiers essais, les unités destinées aux trains de marchandises enlèvent des rames de 3 200 t (40 wagons) de minerai de manganèse entre Khouribga et Casablanca, dépassant ainsi les exigences du cahier des charges. Dans les années 1970, les parcours mensuels s'établissent à 16 000 km pour les voyageurs — la vitesse maximale des locomotives a été ramenée de 115 à 110 km/h — et 10 000 km en marchandises.
En 1986, toutes sont encore en service mais la livraison de locomotives plus modernes et plus performantes, dont les E 1300 à partir de 1992, entraîne progressivement la radiation des E 700 qui ont disparu des inventaires en 1998.